# Euro Hockey Tour 2023/2024
Euro Hockey Tour 2023/2024 byl 28. ročník hokejové soutěže Euro Hockey Tour. Konal se od 9. listopadu 2023 do 5. května 2024, součástí byly turnaje Karjala Cup 2023, Swiss Ice Hockey Games 2023, Sweden Hockey Games 2024 a turnaj Czech Hockey Games 2024.

## Karjala Cup
Turnaj Karjala Cup 2023 se konal od 9. listopadu do 12. listopadu 2023 v Tampere a Växjö.
| Poř. | Tým       | Z | V | VP | PP | P | VG | OG | B |
| ---- | --------- | - | - | -- | -- | - | -- | -- | - |
| 1.   | Česko     | 3 | 3 | 0  | 0  | 0 | 13 | 5  | 9 |
| 2.   | Švédsko   | 3 | 2 | 0  | 0  | 1 | 10 | 10 | 6 |
| 3.   | Finsko    | 3 | 1 | 0  | 0  | 2 | 9  | 11 | 3 |
| 4.   | Švýcarsko | 3 | 0 | 0  | 0  | 3 | 3  | 9  | 0 |

## Swiss Tournament
Swiss Ice Hockey Games 2023 se konal od 14. prosince do 17. prosince 2023 v Curychu a Praze.
| Poř. | Tým       | Z | V | VP | PP | P | VG | OG | B |
| ---- | --------- | - | - | -- | -- | - | -- | -- | - |
| 1.   | Švédsko   | 3 | 3 | 0  | 0  | 0 | 12 | 7  | 9 |
| 2.   | Česko     | 3 | 1 | 1  | 0  | 1 | 8  | 8  | 5 |
| 3.   | Finsko    | 3 | 0 | 1  | 0  | 2 | 7  | 8  | 2 |
| 4.   | Švýcarsko | 3 | 0 | 0  | 2  | 1 | 7  | 11 | 2 |

## Sweden Hockey Games
Turnaj Sweden Hockey Games 2024 se konal od 8. do 11. února 2024 v Karlstadu a Curychu.
| Poř. | Tým       | Z | V | VP | PP | P | VG | OG | B |
| ---- | --------- | - | - | -- | -- | - | -- | -- | - |
| 1.   | Finsko    | 3 | 3 | 0  | 0  | 0 | 10 | 5  | 9 |
| 2.   | Švédsko   | 3 | 2 | 0  | 0  | 1 | 10 | 5  | 6 |
| 3.   | Česko     | 3 | 1 | 0  | 0  | 2 | 8  | 11 | 3 |
| 4.   | Švýcarsko | 3 | 0 | 0  | 0  | 3 | 7  | 14 | 0 |

## Czech Hockey Games
Turnaj Czech Hockey Games 2024 se konal od 2. do 5. května 2024 v Brně a Klotenu.
| Poř. | Tým       | Z | V | VP | PP | P | VG | OG | B |
| ---- | --------- | - | - | -- | -- | - | -- | -- | - |
| 1.   | Finsko    | 3 | 2 | 1  | 0  | 0 | 11 | 5  | 8 |
| 2.   | Švédsko   | 3 | 2 | 0  | 1  | 0 | 7  | 5  | 7 |
| 3.   | Švýcarsko | 3 | 1 | 0  | 0  | 2 | 4  | 6  | 3 |
| 4.   | Česko     | 3 | 0 | 0  | 0  | 3 | 2  | 8  | 0 |

## Konečné pořadí EHT 2023/2024
| Poř. | Tým       | Z  | V | VP | PP | P | VG | OG | B  |
| ---- | --------- | -- | - | -- | -- | - | -- | -- | -- |
| 1.   | Švédsko   | 12 | 9 | 0  | 1  | 2 | 39 | 27 | 28 |
| 2.   | Finsko    | 12 | 6 | 2  | 0  | 4 | 37 | 29 | 22 |
| 3.   | Česko     | 12 | 5 | 1  | 0  | 6 | 31 | 32 | 17 |
| 4.   | Švýcarsko | 12 | 1 | 0  | 2  | 9 | 21 | 40 | 5  |

### Vysvětlivky k tabulkám a zápasům
- Z – počet odehraných zápasů
- V – počet vítězství
- VP – počet výher po prodloužení (nebo po samostatných nájezdech)
- PP – počet proher po prodloužení (nebo po samostatných nájezdech)
- P – počet proher
- VG – počet vstřelených gólů
- OG – počet obdržených gólů
- B – počet bodů